# Super Bowl XIII
El Super Bowl XIII fue el nombre que se le dio al partido de fútbol americano que proclamó al campeón de la temporada de 1978 y de 1979 de la NFL. El partido se disputó el 21 de enero de 1979 en el estadio Miami Orange Bowl de la ciudad de Miami, Florida. El equipo Dallas Cowboys, campeones de la NFC se enfrentó a los campeones de la Super Bowl X, Pittsburgh Steelers, campeones de la AFC. La victoria fue otra vez para los Pittsburgh Steelers que esta vez se impusieron por 35-31. De esta forma obtuvieron su tercer título de Super Bowl convirtiéndose en la primera franquicia en levantar por tercera vez el Trofeo Vince Lombardi.

## Resumen
El partido fue emocionante desde su comienzo, con cambios de resultado. La clave de la victoria de los Pittsburgh Steelers fue que aprovecharon todas sus oportunidades de anotar. En cambio Jackie Smith de los Dallas Cowboys dejó caer un pase en la zona de anotación en el 3º cuarto, cuando se encontraba solo. Al final, ese error le costó el partido a los Vaqueros, quienes entraron al último cuarto con una desventaja de 4 puntos. En el 4º cuarto los  Pittsburgh Steelers anotaron 2 touchdowns en 19 segundos, el primero fue por una carrera de 22 yardas de Franco Harris y el segundo por una recepción de 18 yardas de Lynn Swann (después de que Pittsburgh recuperara el ovoide con una patada corta), de esta forma  Pittsburgh Steelers tomaba una ventaja de 35-17. Los Dallas Cowboys anotaron 2 touchdowns en los últimos 2 minutos y medio del juego. El juego se decidió a falta de 17 segundos, cuando los Pittsburgh Steelers recuperaron el balón tras un intento de patada corta de los Dallas Cowboys. Terry Bradshaw, lanzó para 318 yardas y cuatro pases de anotación, lo que le valió ser elegido  MVP del partido. Chuck Noll se convirtió en el primer entrenador en ganar 3 Super Bowl seguidas.